# روز مهندس
روز مهندس در گاهشمار رسمی ایران روز پنجم اسفندماه می‌باشد. این روز به یاد دانشمند بزرگ ایرانی خواجه نصیرالدین طوسی به ثبت رسید. هر سال همزمان با این روز همایش‌ها و مراسم مختلفی برگزار می‌شود.
این یک یادبود ملی است و در دیگر کشورها ممکن است روز دیگری را به عنوان روز مهندس جشن بگیرند؛ مثلاً در ایالات متحده، هفته ملی مهندسان همیشه هفته ای در فوریه است که تولد جورج واشینگتن، ۲۲ فوریه را در بر می‌گیرد.

## در دیگر کشورها
در ۲۵ نوامبر ۲۰۱۹، بر اساس پیشنهاد فدراسیون جهانی سازمان‌های مهندسی (WFEO)، یونسکو ۴ مارس را به عنوان «روز جهانی مهندسی یونسکو برای توسعه پایدار» اعلام کرد.